# منتخب ليبيا تحت 17 سنة لكرة القدم
منتخب ليبيا تحت 17 سنة لكرة القدم هو ممثل ليبيا الرسمي في المنافسات الدولية في كرة القدم تحت 17 سنة
.